# Château-Gaillard, Ain
Château-Gaillard là một xã ở tỉnh Ain, vùng Auvergne-Rhône-Alpes thuộc miền đông nước Pháp.